# Buisleidingenstraat

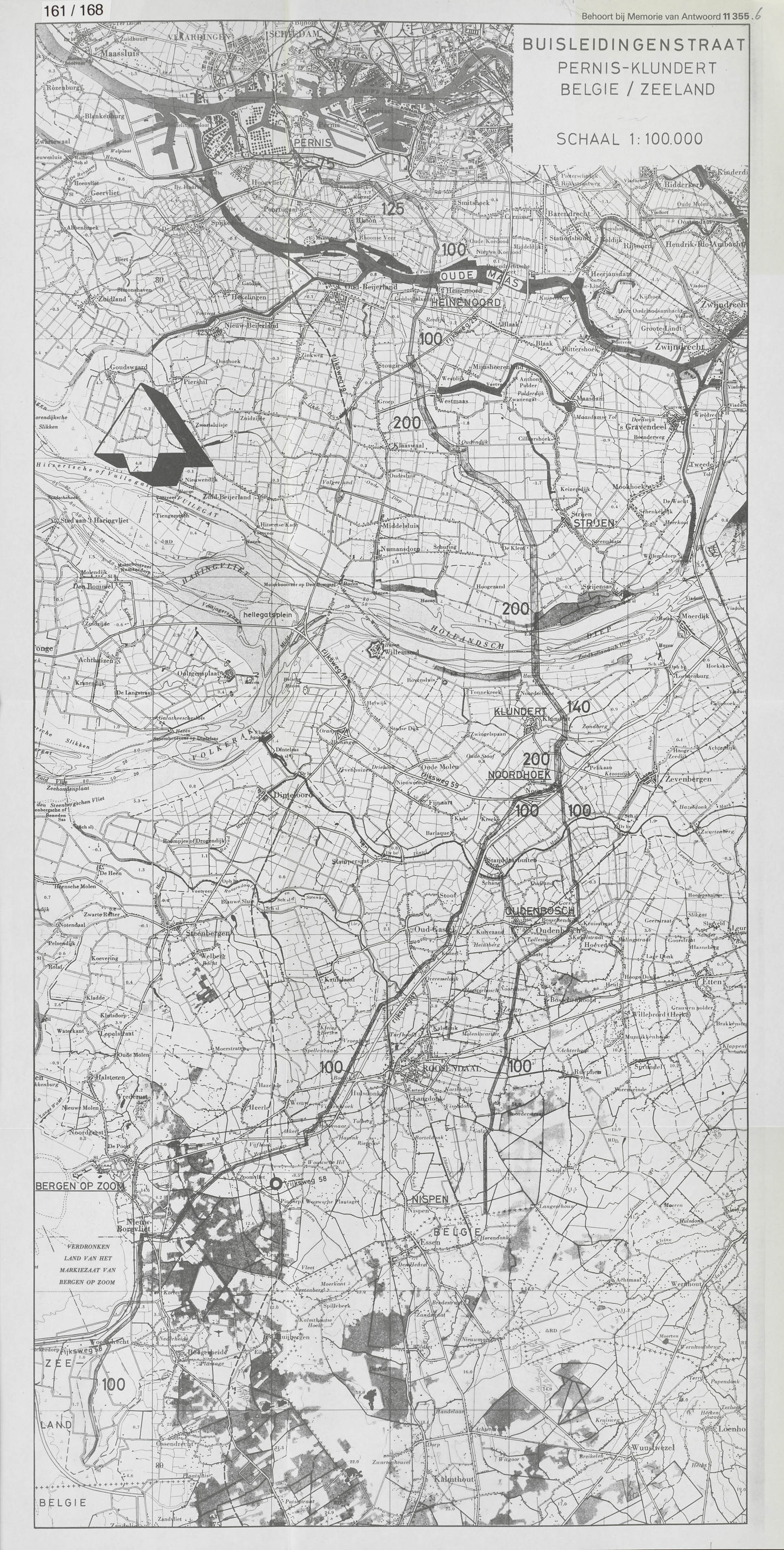
Ontwerptekening van de buisleidingenstraat uit 1971

De buisleidingenstraat is een ingericht tracé van een leidingstraat met een lengte van 75 kilometer dat bedoeld is voor het aanleggen van leidingen tussen de havens van Rotterdam en Antwerpen, met tevens een verbinding van de havens van Moerdijk en Zeeland. Voor de buisleidingenstraat zijn verschillende tunnels, duikers en sifons aangelegd. Het tracé loopt van Rotterdam (Hoogvliet) via Rhoon, Servicetunnel Oude Maas, Heinenoord, Westmaas, Strijen, Servicetunnel Hollandsch Diep, Haven van Moerdijk, Noordhoek, tunnel onder de Mark/Dintel, tunnel onder de Roosendaalse Vliet, Roosendaal, spoortunnel, Bergen op Zoom, aftakking naar Zeeland, uiteindelijk naar de haven van Antwerpen.
De buisleidingenstraat is met de wet van 11 maart 1972 tot stand gekomen en tevens is er in 1978 een beheerslichaam opgericht.